# The Pokémon Company
The Pokémon Company (株式会ポケモン, Kabushiki-gaisha Pokemon) és una companyia japonesa creada per controlar el marxandatge i les llicències dels productes de la franquícia Pokémon. Està composta, a parts iguals, per Nintendo, Game Freak i Creatures. Va començar a funcionar l'any 1998 i va adoptar el sobrenom de Pokémon Ltd a l'octubre de 2000.

## Història
L'any 1998, Nintendo, Creatures, i Game Freak van crear "The Pokémon Center Company" per tal de gestionar de manera eficaç les botigues Pokémon Center al Japó. Després de la popularitat de Pokémon Or i Plata, van rebre moltes propostes de marxandatge de tot el món d'empreses interessades a treballar amb la marca Pokémon. En aquest moment, Tsunekazu Ishihara era la persona a càrrec d'aprovar els productes amb llicència. A causa de la gran quantitat de productes i de les noves perspectives de negaoci, com ara les pel·lícules, es va veure que es necessitava una nova organització amb la finalitat de reunir de manera efectiva tots els fils de la gestió de la marca.
Això va portar a les tres empreses a convertir "The Pokémon Center Company" en "The Pokémon Company "i ampliar encara més les seves responsabilitats i àrees de negoci. Segons Satoru Iwata, l'establiment de The Pokémon Company va ser un dels seus primers projectes a Nintendo. La branca dels Estats Units (Pokémon USA, Inc.) es va obrir el 2001 per gestionar la concessió de llicències a l'estranger. Nintendo Austràlia té totes les llicències i la comercialització de productes de Pokémon a Austràlia i Nova Zelanda, ja que The Pokémon Company no té una branca en aquesta zona.
Des de 2001 gairebé tots els productes de Pokémon tenen llicència "© Pokémon" en els reconeixements de drets d'autor, juntament amb els habituals de "© Nintendo", "© GAME FREAK inc." i "© Creatures Inc." Tot i això, Nintendo és l'únic propietari de la marca Pokémon. Els videojocs de Pokémon, el joc de cartes col·leccionables i les joguines amb llicència encara estan sent fets per tercers com ara Tomy. A l'octubre del mateix any 2001, 4Kids Entertainment (ara coneguda com a 4Licensing Corporation) va adquirir una participació del 3% de The Pokémon Company per una suma no revelada, liquidant-la 4 anys més tard, per 960.000 dòlars.
L'any 2006 es va fundar Pokémon Korea, Inc. per administrar les operacions de la companyia a Corea del Sud, establint la seva seu a Seül. El 2009, Pokémon USA i Pokémon UK van fusionar per convertir-se en The Pokémon Company International, que s'encarrega de les operacions de Pokémon a Amèrica i Europa sota l'administració de Kenji Okubo.